# Pavia (Iloilo)
Pavia (Hiligaynon: Banwa sang Pabya) ist eine philippinische Stadtgemeinde in der Provinz Iloilo. 

## Baranggays
Pavia ist politisch in 18 Baranggays unterteilt.
| - Aganan - Amparo - Anilao - Balabag - Purok I (Pob.) - Purok II (Pob.) - Purok III (Pob.) - Purok IV (Pob.) - Cabugao Norte | - Cabugao Sur - Jibao-an - Mali-ao - Pagsanga-an - Pandac - Tigum - Ungka I - Ungka II - Pal-agon |